# Большой Валай
Большой Валай — река в России, протекает в Чердынском районе Пермского края. Устье реки находится в 53 км по левому берегу реки Берёзовая. Длина реки составляет 11 км.
Исток реки на границе с Красновишерским районом в 10 км к югу от посёлка Валай. Река течёт на север по ненаселённой холмистой местности, приток — Кедровая Рассоха (правый). Впадает в Берёзовую напротив посёлка Валай.

## Данные водного реестра
По данным государственного водного реестра России относится к Камскому бассейновому округу, водохозяйственный участок реки — Кама от водомерного поста у села Бондюг до города Березники, речной подбассейн реки — бассейны притоков Камы до впадения Белой. Речной бассейн реки — Кама.
По данным геоинформационной системы водохозяйственного районирования территории РФ, подготовленной Федеральным агентством водных ресурсов:
- Код водного объекта в государственном водном реестре — 10010100212111100006130
- Код по гидрологической изученности (ГИ) — 111100613
- Код бассейна — 10.01.01.002
- Номер тома по ГИ — 11
- Выпуск по ГИ — 1